# ودران کیوسفسکی
ودران کیوسفسکی (انگلیسی: Vedran Kjosevski؛ زادهٔ ۲۲ مهٔ ۱۹۹۵) بازیکن فوتبال اهل بوسنی است که برای باشگاه فوتبال استروگا در لیگ مقدونیه بازی می کند.
وی همچنین در تیم‌های ملی فوتبال زیر ۱۷ سال، زیر ۱۹ سال و زیر ۲۱ سال بوسنی و هرزگوین بازی کرده است.

## افتخارات

### ژلیزنیچار سارایوو
- جام حذفی فوتبال بوسنی و هرزگوین: ۲۰۱۷-۱۸